# 迈克尔·霍华德
迈克尔·霍华德，林姆的霍华德男爵，CH，QC，PC（英語：Michael Howard, Baron Howard of Lympne，1941年7月7日—），英國保守黨政治家，大律師出身，2003年至2005年任保守黨黨魁。
夏偉明從1983年至2010年間任下議院福克斯通和海斯選區議員，歷仕戴卓爾夫人和馬卓安內閣，先後在1990年至1992年任就業大臣，1992年至1993年任環境大臣，以及在1993年至1997年任內政大臣。夏偉明在2003年接替因不信任動議獲通過而卸任的施志安，出任保守黨黨魁，同時兼任下院反對黨領袖，至2005年由大衛·卡麥隆接任。
在2006年，夏偉明宣佈將於2010年英國大選放棄尋求競逐下院議席。退出下院後，他在2010年5月獲冊封為終身貴族，晉身上議院。在2011年的英女皇壽辰授勳名單中，他獲英廷授予名譽勳位。

## 早期生活
霍华德出生于威尔士的斯旺西，他的商人父亲伯纳德是一名逃避纳粹迫害的罗马尼亚犹太避难者。在他六岁时，他们全家将姓氏“赫克特”（Hecht）改为英国化的“霍华德”（Howard） （页面存档备份，存于）。
霍华德就读一所公立学校后，进入剑桥大学彼得学院（Peterhouse，Cambridge），并在1962年担任剑桥联合会（The Cambridge Union Society）主席。霍华德是当时一群颇具才华的剑桥保守派学生中一员，他们当中很多人最终成为撒切尔和梅杰政府中的高级官员。
| 前任： 施志安 | 保守黨黨魁 2003年-2005年 | 繼任： 戴维·卡梅伦 |
| 前任： 施志安 | 反對黨領袖 2003年-2005年 | 繼任： 戴维·卡梅伦 |